# IEEE MultiMedia
IEEE MultiMedia é uma revista científica trimestral publicada pela IEEE Computer Society e relacionada a tecnologias de multimédia. Tópicos de interesse incluem processamentod e imagens, processamento de vídeo, análise de áudio,  recuperação e compreensão de texto, mineração e análise de dados, e fusão de dados.